# 김윤찬
김윤찬(본명 : 김순태, 1981년 8월 4일 ~ )은 대한민국의 배우이다.

## 학력
- 서울예술대학교 연극과

## 출연작

### 영화
- 《특종: 량첸살인기》 (2015년) - 목격자 역
- 《서부전선》 (2015년) - 최하사 관측병 3 역
- 《암살》 (2015년) - 인력거꾼 역
- 《권법형사: 차이나타운》 (2015년) - 차이나타운 조직원들 역
- 《간신》 (2015년) - 조대감 몸종 역
- 《해적: 바다로 간 산적》 (2014년) - 쌍가마 역
- 《7번방의 선물》 (2013년) - 교육장 누워있는 사람 역
- 《통통한 혁명》 (2013년) - 카페남 역
- 《특수본》 (2011년) - 시장 공무원 역
- 《식객: 김치전쟁》 (2010년) - 심사위원 5 역

### 드라마
- 《귀신 보는 형사 처용 2》 (OCN, 2015년) - 앞차남 역
- 《용팔이》 (SBS, 2015년) - 이상철의 선배 역
- 《장옥정, 사랑에 살다》 (SBS, 2013년) - 황주부 역
- 《빛과 그림자》 (MBC, 2011년) - 국보위관계자 역
- 《센스있는 넌센스》 (캐치온플러스, 2011년) - 동욱 역

### 뮤직비디오
- 티블루 - Need U Baby (2011년)

### 광고
- 《SKT》 (2012년)
- 《삼성증권》 (2010년)